# Repetidor

Esquema d'un repetidor.

Un repetidor és un dispositiu electrònic que rep un senyal dèbil o de baix nivell i la retransmet a un nivell més alt i/o a més potència, de manera que el senyal pugui cobrir distàncies més llargues sense degradació. El terme repetidor va originar-se amb la telegrafia i referit a un dispositiu electromecànic utilitzat per regenerar senyals de telègraf. L'ús del terme ha continuat amb la telefonia i les comunicacions de dades. En telecomunicació, el terme repetidor té els següents significats estandarditzats: 
1. Un dispositiu analògic que amplifica un senyal d'entrada, independentment de la seva naturalesa (analògica o digital).
2. Un dispositiu digital que amplifica, remodela, modifica en el temps, o combina qualsevol d'aquestes funcions sobre un senyal digital d'entrada per la seva retransmissió.

Els repetidors treballen amb el senyal físic real, i no interpreten les dades transmeses, operant a la capa física, la primera capa del model OSI.
En el cas de senyals digitals el repetidor es denomina regenerador, ja que, de fet, el senyal de sortida és un senyal regenerat a partir de la d'entrada.

## Ús
Els repetidors s'utilitzen sovint en els cables transcontinentals i transoceànics, ja que l'atenuació (pèrdua de senyal) en aquestes distàncies seria completament inacceptable sense repetidors. Els repetidors s'utilitzen tant en cables de coure portadors de senyals elèctrics com en cables de fibra òptica portadors de llum.
Els repetidors s'utilitzen també en els serveis de radiocomunicació. Un subgrup d'aquests són els repetidors usats pels radioaficionats.
Els repetidors s'utilitzen extensament a la distribució de televisió (broadcasting), on són coneguts com a boosters o retransmissors de TV.
Així mateix, s'utilitzen repetidors en els enllaços de telecomunicació punt a punt mitjançant radioenllaços que funcionen en el rang de les microones, com els utilitzats per distribuir els senyals de televisió entre els centres de producció i els diferents emissors o els utilitzats en xarxes de telecomunicació per a la transmissió de telefonia.
En comunicacions òptiques el terme repetidor s'utilitza per descriure un element de l'equip que rep un senyal òptic, el converteix en elèctric, el regenera i el retransmet de nou com a senyal òptic. Atès que aquests dispositius converteixen el senyal òptic en elèctric i novament en òptic, aquests dispositius es coneixen sovint com repetidors electroòptics.
Els repetidors telefònics consistents en un receptor (auricular) acoblat mecànicament a un micròfon de carbó van ser utilitzats abans de la invenció dels amplificadors electrònics dotats de tubs de buit.